# Карасайски район
Карасайски район (на казахски: Қарасай ауданы) е съставна част на Алматинска област, Казахстан, с обща площ 2003 км2 и население 276 032 души (по приблизителна оценка към 1 януари 2020 г.). Мнозинството от населението са казахи (55,6 %), следвани от руснаците (23,7 %) и уйгурите (2,5 %).
Административен център е град Каскелен.